# Jack Leconte

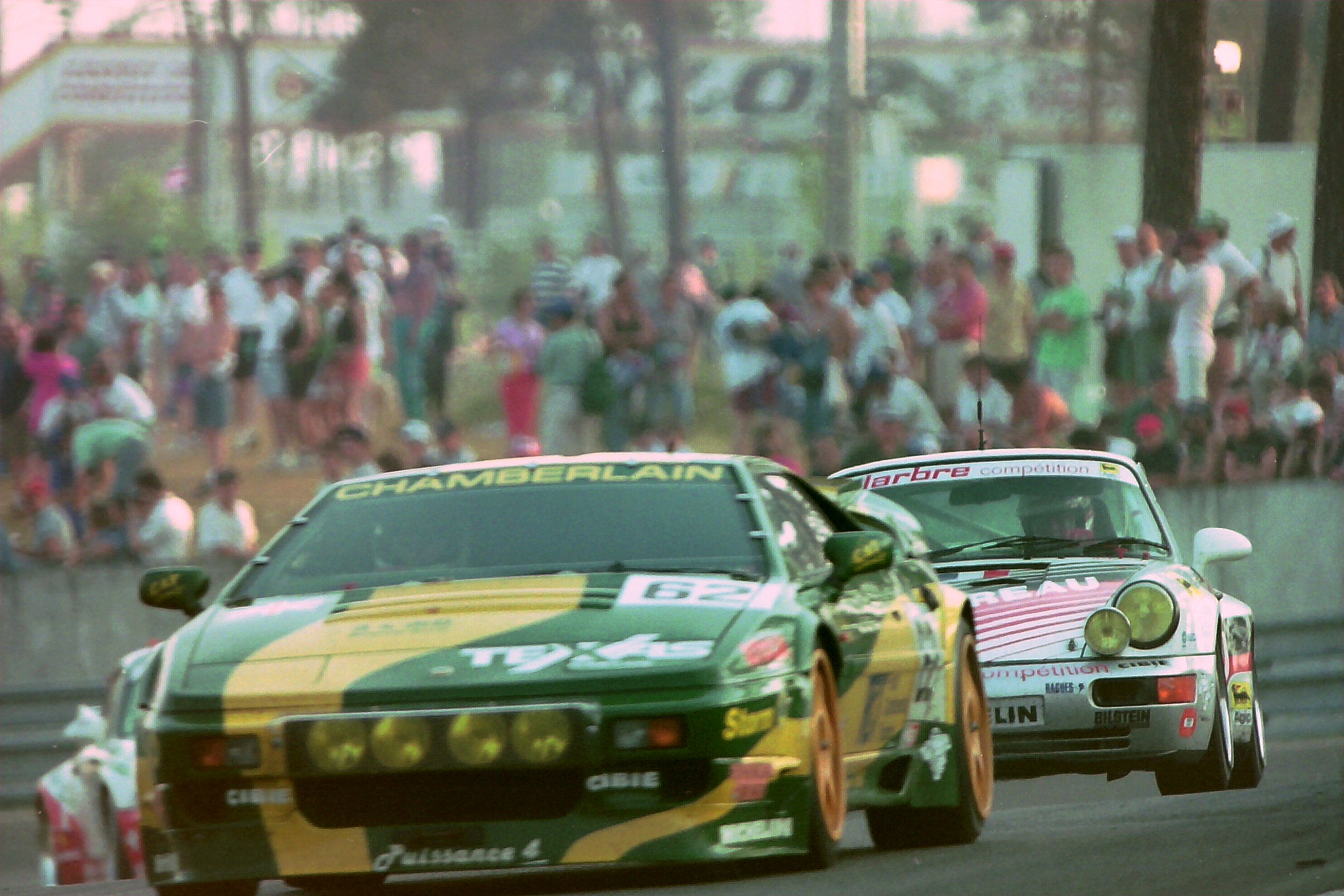
Der Porsche 911 Carrera RS (im Hintergrund) von Jack Leconte, Jean-Luc Chéreau und Pierre Yver beim 24-Stunden-Rennen von Le Mans 1994

Jack Gil Marcel Fernand Leconte (* 19. November 1959 in Caen) ist ein ehemaliger französischer Autorennfahrer, Rennstallbesitzer und Unternehmer. 

## Larbre Compétition
1988 gründete Jack Leconte mit Sitz in Le Vigeant einen eigenen Rennstall. Die Werkstätten liegen am Circuit du Val de Vienne, einer permanenten Rennstrecke in der Region Nouvelle-Aquitaine. Larbre Compétition war und ist ein im internationalen GT-Sport sehr erfolgreicher Rennstall, mit einer Fülle an Klassensiegen und Meisterschaftsgesamtsiegen.

## Karriere als Fahrer
Als Fahrer begann die Karriere von Leconte 1990 im französischen Porsche Cup. Erfolge feierte er beim 24-Stunden-Rennen von Le Mans und dem 24-Stunden-Rennen von Spa-Francorchamps. Seine beste Platzierung in Le Mans war der 16. Gesamtrang 1993. In Spa beendete er das Rennen 1993 an der fünften Stelle der Gesamtwertung. Teampartner im BMW M1 waren  Ferdinand de Lesseps und Pierre de Thoisy. Sein größter Erfolg war der Gesamtsieg beim 3-Stunden-Rennen von Nogaro 1997. 

## Statistik

### Le-Mans-Ergebnisse
| Jahr | Team                      | Fahrzeug                | Teamkollege      | Teamkollege        | Platzierung | Ausfallgrund    |
| ---- | ------------------------- | ----------------------- | ---------------- | ------------------ | ----------- | --------------- |
| 1993 | Jack Leconte              | Porsche 911 Carrera RSR | Jesús Pareja     | Pierre de Thoisy   | Rang 16     |                 |
| 1994 | Société Labre Compétition | Porsche 911 Carrera RSR | Jean-Luc Chéreau | Pierre Yver        | Ausfall     | Unfall          |
| 1995 | Jean-Claude Miloe         | Porsche 911 GT2 Evo     | Jean-Luc Chéreau | Pierre Yver        | Ausfall     | Unfall          |
| 1996 | Société Chéreau Sports    | Porsche 911 GT2         | Jean-Luc Chéreau | Pierre Yver        | Rang 22     |                 |
| 1997 | Chereau Sports            | Porsche 911 GT2         | Jean-Luc Chéreau | Jean-Pierre Jarier | Ausfall     | Getriebeschaden |